# NGC 5864
NGC 5864 ist eine 11,9 mag helle, linsenförmige Galaxie vom Hubble-Typ SB0 im Sternbild Jungfrau und etwa 85 Millionen Lichtjahre von der Milchstraße entfernt. 
Sie wurde am 27. Mai 1786 von Wilhelm Herschel mit einem 18,7-Zoll-Spiegelteleskop entdeckt, der sie dabei mit „F, S, iE, resolvable“ beschrieb.